# Episinus moyobamba
Episinus moyobamba là một loài nhện trong họ Theridiidae.
Loài này thuộc chi Episinus. Episinus moyobamba được Herbert Walter Levi miêu tả năm 1964.